# ステファン・ニーメントウスキー
ステファン・ニーメントウスキー（Stefan Niementowski、1866年8月4日-1925年7月13日）はポーランドの化学者。1866年に現在はウクライナのzhovkvaで生まれ、1925年にワルシャワで亡くなった。
アントラニル酸とアミドから4-オキソ-3,4-ジヒドロキナゾリンを合成するニーメントウスキーのキナゾリン合成、及びアントラニル酸とケトン（またはアルデヒド）からγ-ヒドロキシキノリン誘導体を合成するニーメントウスキーのキノリン合成を発見した。